# 靜宜大學
靜宜大學（英語：Providence University；縮寫：PU，簡稱靜大、靜宜），是位於臺中市沙鹿區的私立大學，由天主教主顧修女會創辦。曾是僅招收女性的女子大學，現共設有6個學院，約有萬餘人在學。
靜宜為臺灣首間加入國際學生交換計畫（International Student Exchange Program, ISEP）的大專校院，並在2018年成為優久大學聯盟一員。

## 歷史沿革

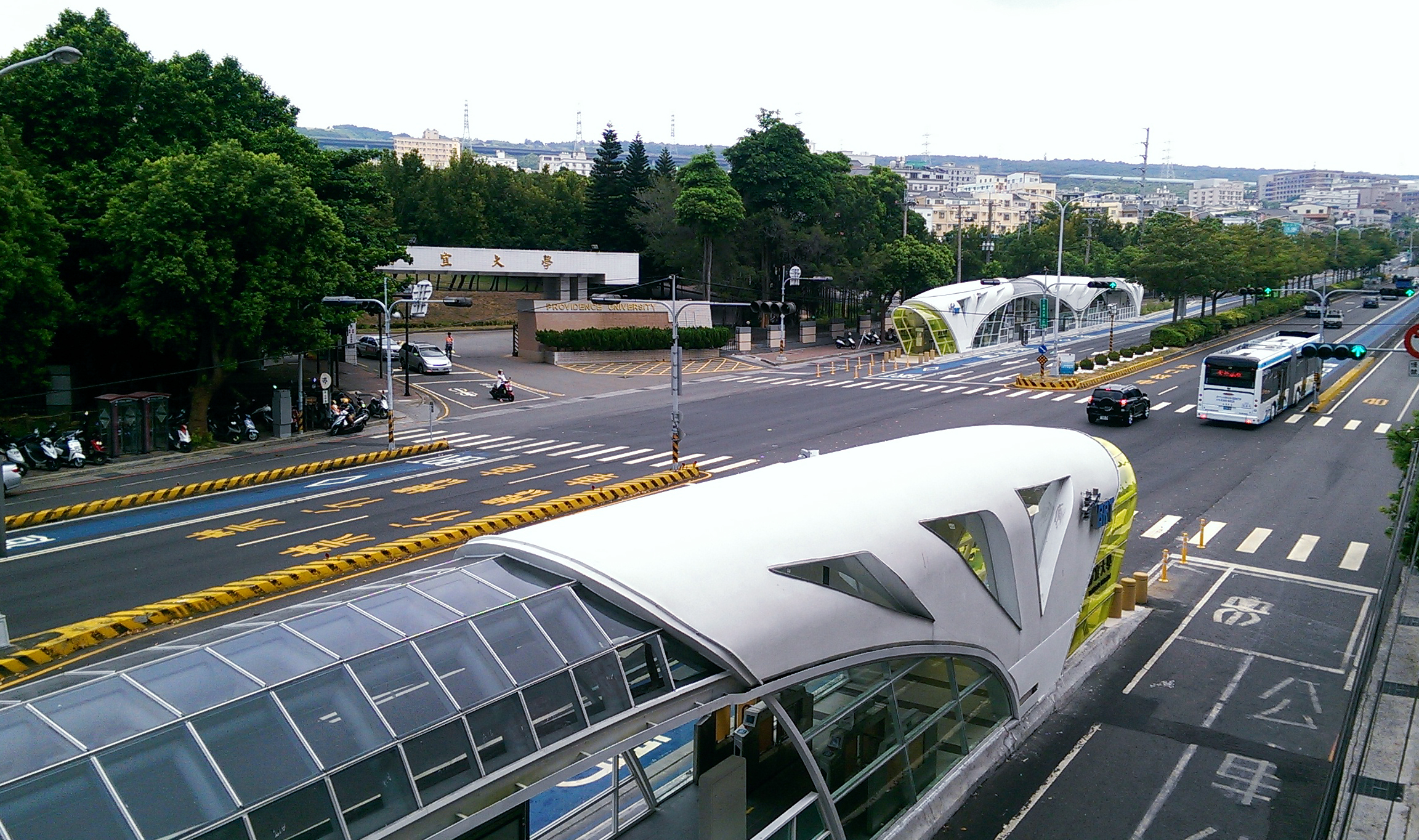
靜宜大學校門前方臺灣大道幹線公車靜宜大學站

靜宜大學由創始於美國印第安那州的女修會主顧修女會創立與主持，而其中最重要的創辦者為蓋夏姆姆修女（本名瑪莉·蓋夏·陸京，中文姓名「陸靜宜」），蓋夏姆姆在1920年自美國來到中國後，與其他主顧修女會的修女們一起興辦教育事業：1921年於中國河南省開封創辦華美女子中小學，1932年再於開封創辦靜宜女中（今開封市靜宜中學，2020年前稱開封市第八中學）。1937年中日戰爭爆發後，這些教育事業被迫中斷，蓋夏姆姆則與夥伴們投入救護傷兵與收容難民的工作。
1948年，蓋夏姆姆來到台灣，開始積極投入復校的事宜。她先是於1949年在台灣臺中市自由路開辦天主教英語補習學校，接著於1953年興建台中市復興路校舍，1956年正式向教育部立案成立靜宜女子英語專科學校。1963年升格為靜宜女子文理學院，並設立夜間部，是台灣曾經存在過的女子學院之一。後為了符合升格大學對校地面積的標準，1987年8月遷至台中市沙鹿區現址，校園採花園式設計，占地廣達30公頃。1989年7月，靜宜女子文理學院改制升格為靜宜女子大學。1993年更名為靜宜大學，同時開始招收男性學生。

## 學校象徵

### 校訓
靜宜現行的校訓為「進德、修業（VIRTUS CUM SCIENTIA）」

### 校名
「靜宜」二字取自創辦人蓋夏姆姆的中文姓名「陸靜宜」；而英文校名的，有上主看顧或「天主保佑之意，來自於主顧修女會的英文原名，以感念主顧修女會修女們的付出。

## 學校排名及對外交流

### 國內評價與交流

#### 優久大學聯盟
前身為東吳大學於2012年發起的北區私立大學交流平台，爾後陸續有學校加入，遂於2018年更名為「優久大學聯盟」。各校以其特色相互交流，共享教育資源、觀念、策略，達到校際合作和資源節約之效益。

### 姊妹校
靜宜與全球共計425間大學簽約締結姐妹校，詳見靜宜大學國際暨兩岸事務處網頁。

## 歷任校長
| 任期                     | 姓名   | 在任期間                 | 備註                                             |
| ------------------------ | ------ | ------------------------ | ------------------------------------------------ |
| 靜宜女子英語專科學校時期 |        |                          |                                                  |
| 1                        | 何靜安 | 1956年－1957年           |                                                  |
| 2                        | 龔士榮 | 1957年－1959年           |                                                  |
| 3                        | 蔡任漁 | 1959年－1963年           |                                                  |
| 靜宜女子文理學院時期     |        |                          |                                                  |
| 1                        | 蔡任漁 | 1963年－1971年           |                                                  |
| 2                        | 郭藩   | 1971年8月－1989年        |                                                  |
| 靜宜女子大學時期         |        |                          |                                                  |
| 1                        | 郭藩   | 1989年－1990年7月        |                                                  |
| 2                        | 徐熙光 | 1990年8月－1993年        |                                                  |
| 靜宜大學時期             |        |                          |                                                  |
| 1                        | 徐熙光 | 1993年－1994年1月        |                                                  |
| 2                        | 李家同 | 1994年2月－1999年6月     |                                                  |
| 3                        | 陳振貴 | 1999年7月－2002年7月     |                                                  |
| 4                        | 俞明德 | 2002年8月－2010年7月     | 任內首創「服務學習」課程，後接任中國科技大學校長 |
| 5                        | 唐傳義 | 2010年8月－2022年7月31日 |                                                  |
| 6                        | 林思伶 | 2022年8月1日－迄今       | 曾任文藻外語大學校長                             |

## 景觀與建築

### 二二八紀念楓香樹林與紀念碑
學校為紀念1947年台灣發生的二二八事件，於該事件50週年（1997年）時，由教師會鄭邦鎮教授與校內師生共同籌辦，邀請林義雄、怒佛等黨外民主運動鬥士，共同於校門前大草坪上種下228株楓香，並於週邊植下數十株的楓樹蔚為林狀；由於當年度社會風氣與校園民主思想尚未解放，時常有人趁夜破壞楓香樹林，在加上該園區當年尚未有噴水系統，因此常有楓香損毀情況；中文系鄭邦鎮教授與日文系邱若山教授等人，經常於夜晚固守林區、照護楓香樹林。後因台北二二八紀念公園紀念碑記遭到破壞，校內外民主運動思想家們又共議於2001年，擇定當年為文學院（今伯鐸樓）門前，豎立二二八事件紀念碑，碑記上方為知名雕塑家楊英風「鳳凰」系列作品，以浴火鳳凰概念，期許臺灣民主新生。

### 任垣樓
1997年落成，其命名係為紀念第四任校長郭藩（字任垣）。目前共一學院二處室三科系設於此大樓內（詳見學校官網），另有藝術中心以及國際會議廳。

### 伯鐸樓

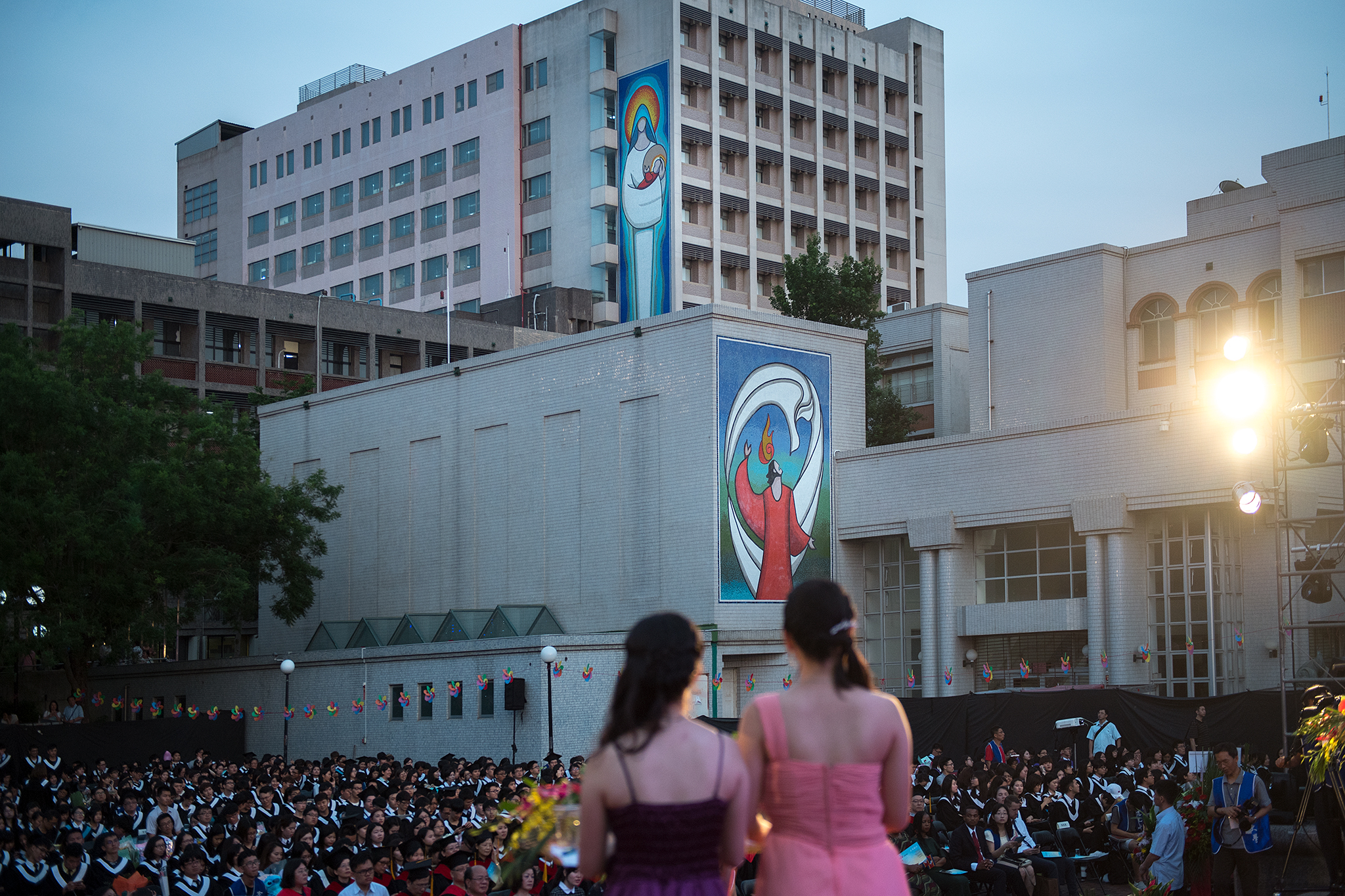
伯鐸樓與後方蓋夏圖書館

伯鐸為耶穌的門徒，善於言語，至四方傳道。現為外語學院三學系、中國文學系、寰宇外語教育學士學位學程、華語文教學中心、小劇場所在。

### 靜安樓
為紀念首任校長何靜安而命名，亦有定靜安慮得之意。為理學院、財務工程學系、應用化學系、化粧品科學系、資料科學暨大數據分析與應用學系、第一研究大樓所在。

### 格倫樓
紀念主顧修女會創辦人Théodore Guérin姆姆而命名。為食品營養學系、觀光事業學系、創新育成中心所在。

### 主顧樓

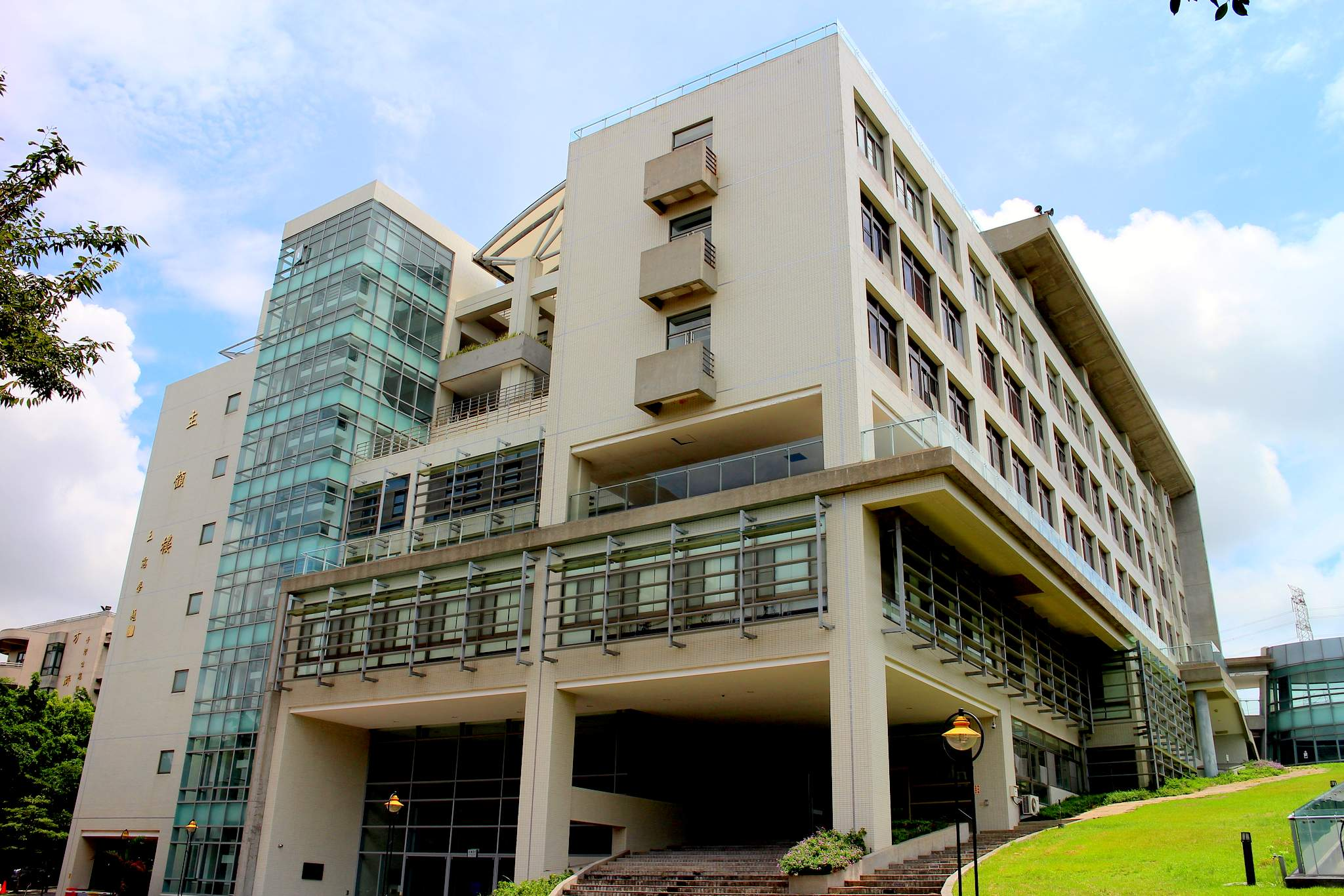
主顧樓

紀念創立該校的主顧修女會（Sisters of Providence）而命名，英文原意是天主眷顧的意思。現為資訊學院、資訊管理學系、資訊工程學系、資訊傳播工程學系、台灣文學系、EMBA、會計室、職涯發展暨產業促進處、國際暨兩岸事務處、校長室、副校長室、秘書處、校友服務中心、研發處、人事室所在。

### 方濟樓
紀念天主教生態守護聖徒聖方濟，亦有周濟四方之意。內有生態人文學系及惠三廳。

### 修道院
主顧修女會、聖堂所在，是校內最佳的靈修場所。

### 主顧聖母堂

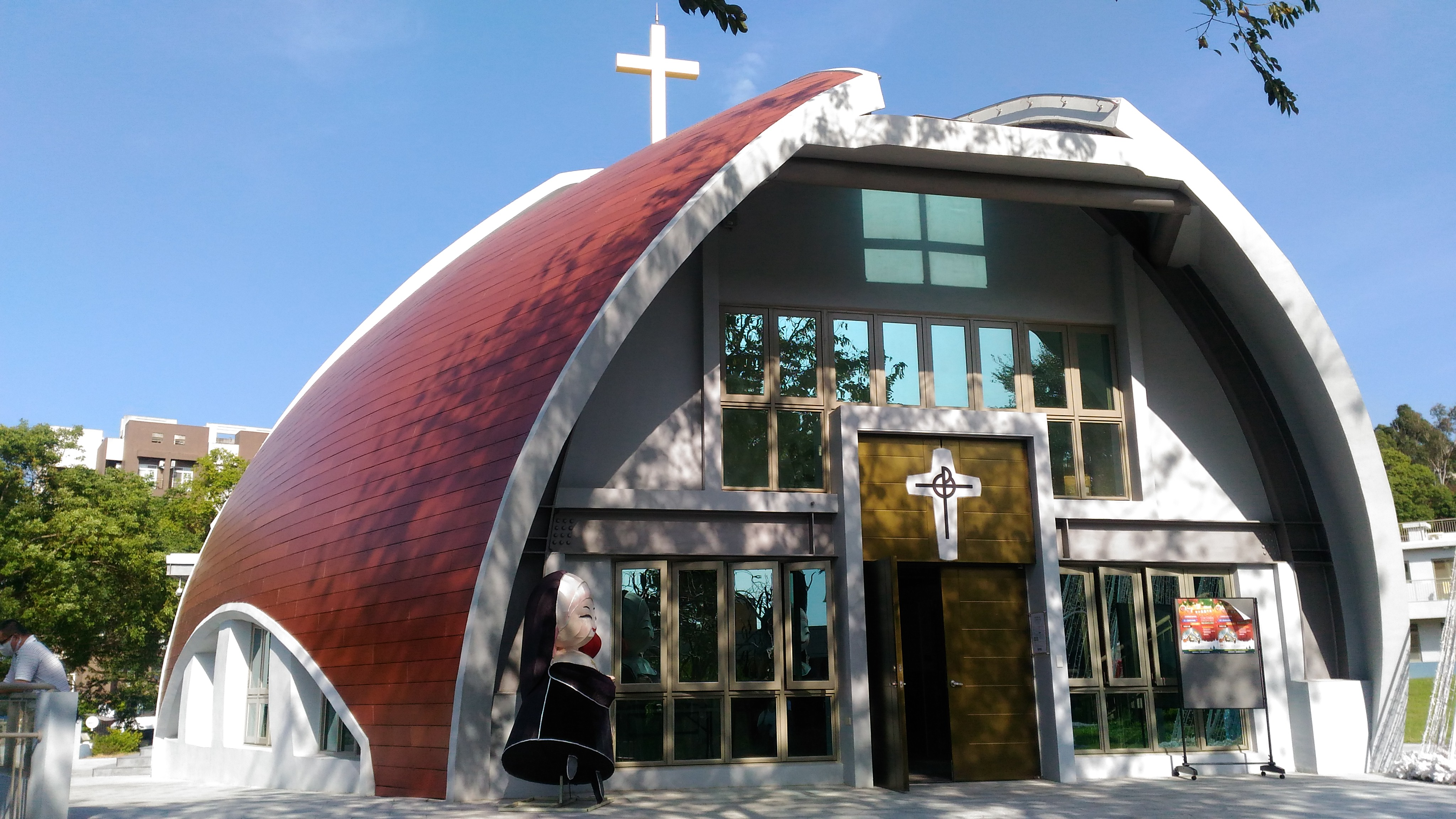
主顧聖母堂

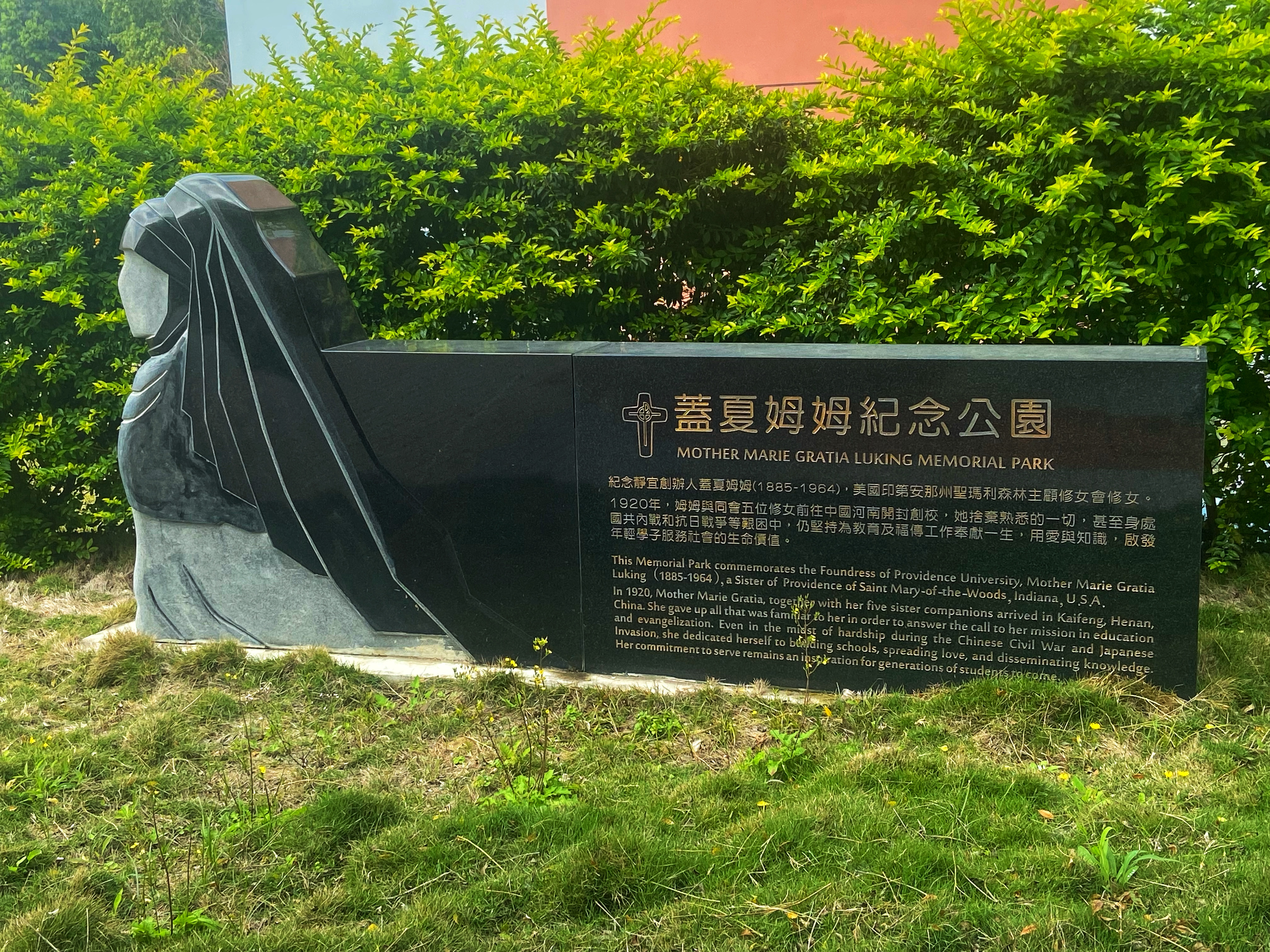
蓋夏姆姆紀念公園碑

紀念創立該校的主顧修女會（Sisters of Providence）而命名，由洪清安設計，外觀融合竹子、竹筍與魚的意象，代表包容與五餅二魚。

### 思源樓
取飲水思源之意。為管理學院、財務金融學系、企業管理學系、國際企業學系、會計學系、師資培育中心、董事會、第二研究大樓所在、ATM。

### 文興樓
為感念臺中教區第一任主教蔡文興在該校創校初期，給予諸多精神與物質方面的協助，特以「文興」為該建築之名稱。內有總務處、教務處、學務處、一樓會議廳、三樓會議室、諮商輔導中心、外語教學中心、通識教育中心、自動繳費機。

### 至善樓
命名有「大學之道，在明明德，在親民，在止於至善」之意。內有至善美食廣場、學生活動中心、宗輔室、衛生保健組(保健中心)、課外活動指導組、郵局（含ATM）、全家便利商店、敦煌書局、大禮堂、桌球室。

### 若望保祿二世體育館

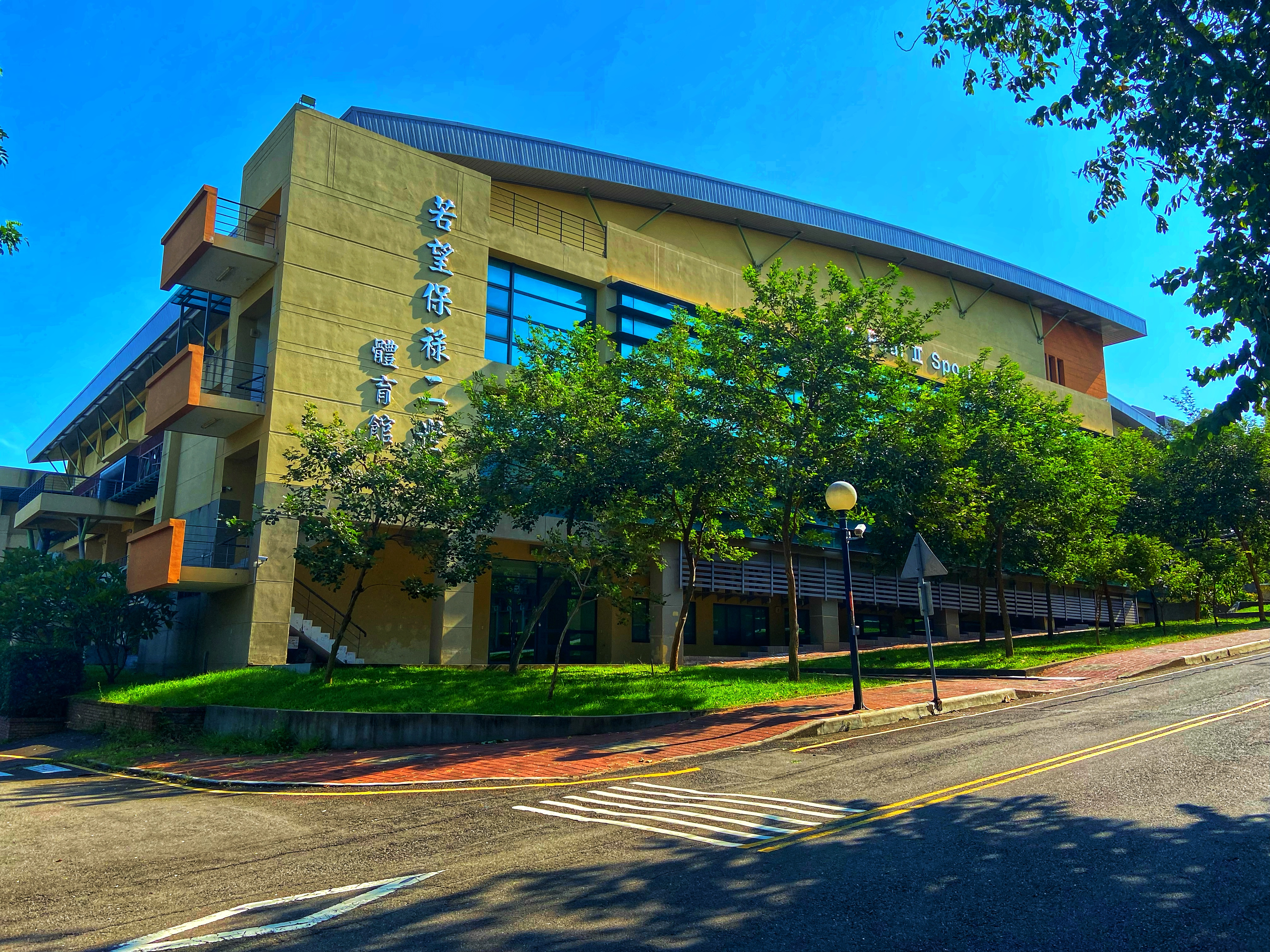
若望保祿二世體育館

體育館的命名係為紀念前教宗若望保祿二世，他是一位為世界和平及信仰奉獻的典範，也是史上最支持體育活動的教宗。2011年12月1日由天主教教廷教育部長高澤農樞機主教命名並予以降福，30日舉行落成祝福典禮。內有室內籃球場、排球場、羽球場、桌球室、室內跑道、重量訓練室。

## 爭議事件

### 滯洪池興建計畫
2014年，臺中市政府為解決大肚臺地與沙鹿地區淹水問題，要求靜宜大學配合於校內建蓋滯洪池，因此由總務處主導規劃於校門口二二八楓香樹林處挖地建池，引起全校師生抗議，當年度靜宜大學全校師生約莫1萬3千人，短短5日間，計有五千多人聯署反對，由於總務處未考量校內新建大樓原有蓄水滯洪功能，便積極配合臺中市政府之不當策略，最後時任總務長温嘉憲只得於體育館召開說明會，並當眾道歉。自此爭議休止，改換其他不破壞林區之新增滯洪池方案。

## 教學及研究單位
學：學士班
碩：碩士班、碩在職：碩士在職專班
博：博士班
| 外語學院 | 英國語文學系（學、碩）   | 日本語文學系（學、碩） |
| 外語學院 | 西班牙語文學系（學、碩） |                        |

| 人文暨社會科學院 | 中國文學系（學、碩、碩在職）           | 臺灣文學系（學、碩）                          |
| 人文暨社會科學院 | 法律學系（學、碩、碩在職）             | 社會工作與兒童少年福利學系 （學、碩、碩在職） |
| 人文暨社會科學院 | 生態人文學系（學、碩）                 | 大眾傳播學系（學）                            |
| 人文暨社會科學院 | 教育研究所（碩、碩在職）               | 犯罪防治碩士學位學程                          |
| 人文暨社會科學院 | 社會企業與文化創業碩士學位學程         | 法律學士學位學程原住民專班                    |
| 人文暨社會科學院 | 健康照顧社會工作學士學位學程原住民專班 | 原住民族文化碩士學位學程                      |
| 人文暨社會科學院 | 原住民族健康與社會福利博士學位學程     | 師資培育中心                                  |
| 院級學術中心     | 台灣研究中心                           | 賽德克族研究中心                              |
| 院級學術中心     | 媒體素養教學研究中心                   |                                               |

| 理學院                   | 財務工程學系（學、碩）               | 應用化學系（學、碩、博）           |
| 理學院                   | 食品營養學系（學、碩、博）           | 化粧品科學系（學、碩、碩在職、博） |
| 理學院                   | 資料科學暨大數據分析與應用學系（學） |                                    |
| 財務工程學系系級學術中心 | 生物醫學數學中心                     |                                    |

| 管理學院     | 會計學系（學、碩）             | 財務金融學系（學、碩）           |
| 管理學院     | 國際企業學系（學、碩）         | 行銷與數位經營管理學系（學、碩） |
| 管理學院     | 觀光事業學系（學、碩、碩在職） | 管理碩士在職專班                 |
| 管理學院     | 創新與創業管理碩士學位學程     | 管理學院AACBS認證辦公室          |
| 院級學術中心 | 個案教學與研究中心             | 企業倫理教學與研究中心           |

| 資訊學院 | 資訊工程學系（學、碩） | 資訊傳播工程學系（學、碩）     |
| 資訊學院 | 資訊管理學系（學、碩） | 資訊應用與科技管理碩士在職專班 |

| 國際學院 | 寰宇管理學士學位學程 | 寰宇外語教育學士學位學程 |
| 國際學院 | 寰宇管理碩士學位學程 | 外語教學中心             |

| 校級學術中心 | 南島民族研究中心           | 化粧品產業研究發展中心   |
| 校級學術中心 | 文化美食資源規劃與研究中心 | 生命教育中心             |
| 校級學術中心 | 國際加齡產業研究發展中心   | 人工智慧創新應用研發中心 |
| 校級學術中心 | 生態人文研究與環境教育中心 | 盧嘉勒合一文化研究中心   |
| 校級學術中心 | 智慧無人機產學研究中心     | 特色認證中心暨訓練中心   |

| 閱讀書寫暨素養課程研發中心 |
| -------------------------- |

| 通識教育中心 |
| ------------ |

## 校園生活

### 學生宿舍
靜宜大學在校內設有希嘉、思高、善牧三棟宿舍，校外則承租靜宜會館。總計提供女生2,726個、男生879個床位可申請，收費以及房型各異。

### 聖誕點燈
每年聖誕節前夕（約前四週），臺灣所有天主教學校，包含小學、中學及各大專院校都會同步舉行點燈活動，為聖誕系列活動揭開序幕，從當晚開始一直到隔年的主顯節後，每天入夜後都會看見校園內有聖誕節的燈飾為校園增添聖誕氣氛。

## 外部連結
- 靜宜大學 （页面存档备份，存于）（繁體中文）
- 靜宜大學蓋夏圖書館 （页面存档备份，存于）（繁體中文）
- 台灣基督宗教大學校院聯盟 （页面存档备份，存于）（繁體中文）

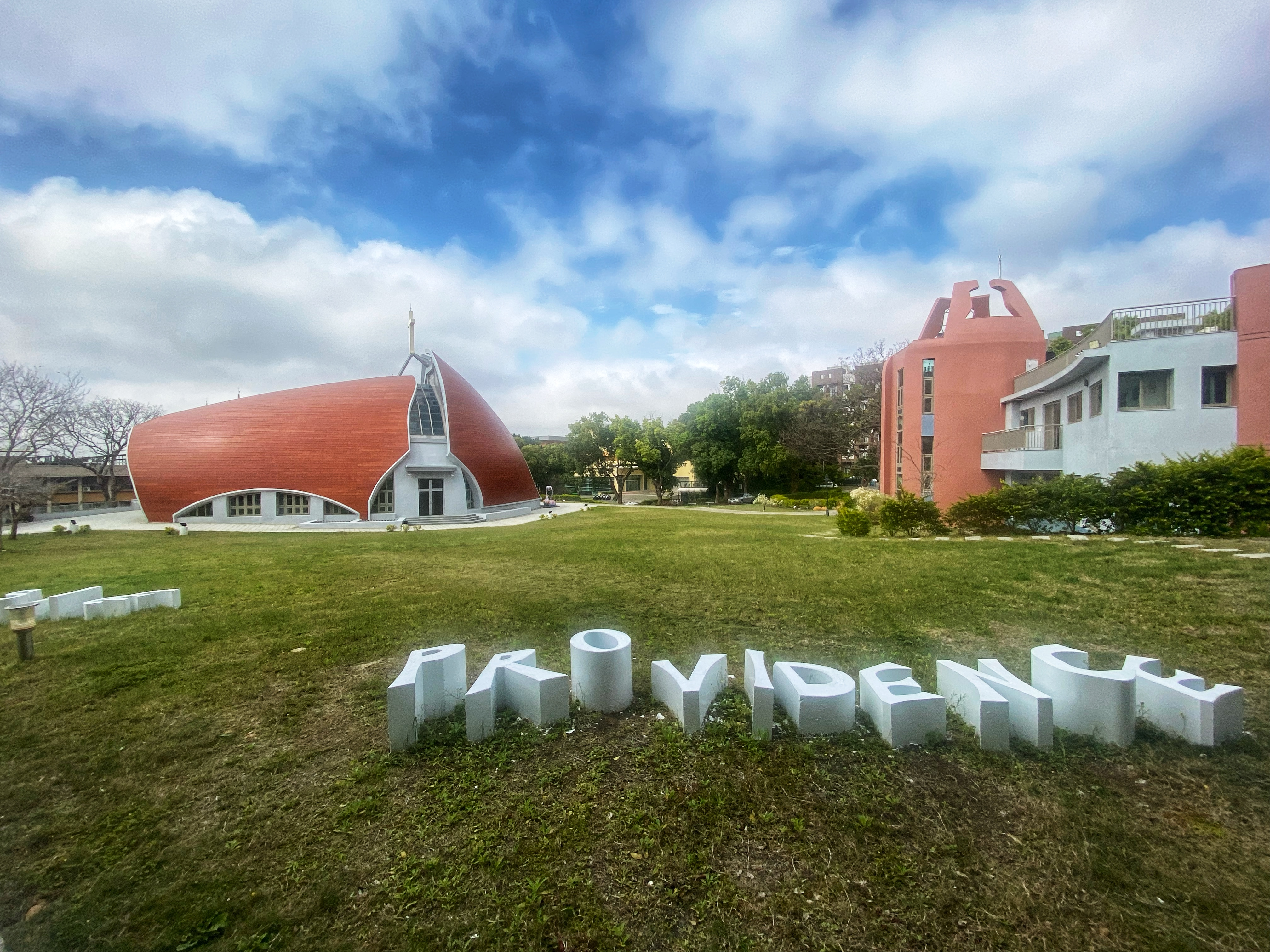
靜宜大學校園

- 靜宜大學 Providence University的Facebook專頁
- YouTube上的靜宜大學影音專區PU_VIDEO頻道